# 学院哥特式建筑

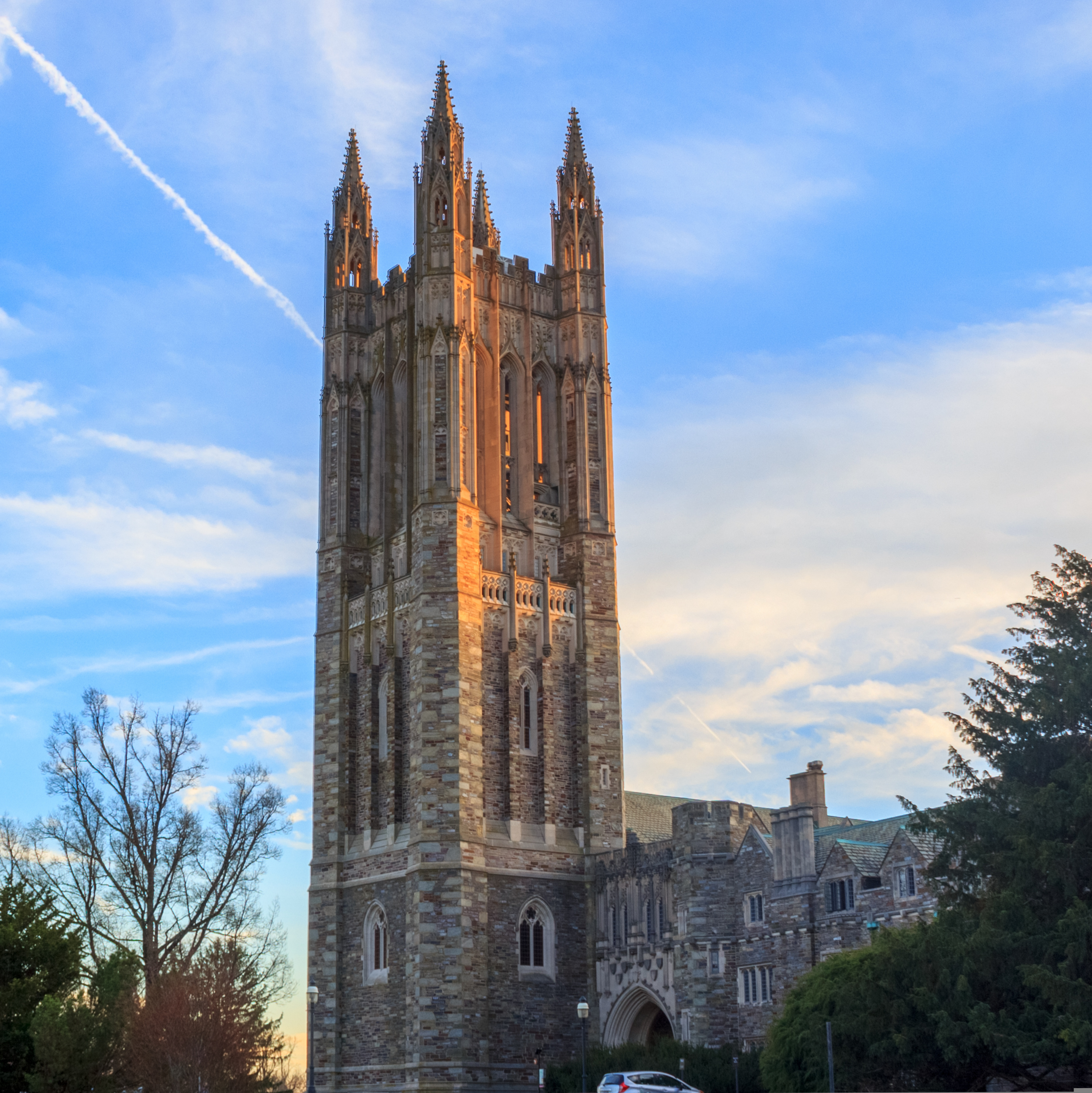
普林斯顿大学研究院，学院哥特式建筑代表之一

学院哥特式建筑（Collegiate Gothic）是哥特复兴式建筑的一种，吸取了英格兰的都铎式建筑和哥特式建筑的特色。它在19世纪末至20世纪初流行于美国和加拿大的大学和学院中，因而得名。21世纪初仍有许多大学建筑采用这种风格。

## 历史
美国的凯尼恩学院在1829年首次采用哥特复兴风格来建造校内的建筑。随着亚历山大·杰克逊·戴维斯为纽约大学建造的大学堂（University Hall，1833–37）等其他学校建筑的出现，哥特复兴式建筑开始大量出现于美国的大學校園中。1880年代开始，布林莫尔学院、伍斯特学院、宾夕法尼亚大学、普林斯顿大学等许多大学也开始建造这类建筑。
“Collegiate Gothic”一词由亚历山大·杰克逊·戴维斯（Alexander Jackson Davis）在1853年提出，不过直到1890年代开始这个词才开始流行起来。

## 外部連接
- 维基共享资源上的相關多媒體資源：学院哥特式建筑